# Alfredo Rada
Alfredo Octavio Rada Vélez (La Paz, Bolivia; 3 de julio de 1965) es un economista, sociólogo y político boliviano. Fue el Ministro de Gobierno de Bolivia desde el 23 de enero de 2007 hasta el 23 de enero de 2010 así como también ministro de la Presidencia de Bolivia desde el 23 de enero de 2018 hasta el 23 de enero de 2019 durante el primer y tercer gobierno del presidente Evo Morales.
Fue también el viceministro de coordinación con movimientos sociales y sociedad civil en tres ocasiones; la primera vez desde el año 2006 hasta 2007, la segunda vez desde el año 2013 hasta 2017 y la tercera vez en el año 2019, así como también fue viceministro de gestión institucional y asuntos exteriores desde el año 2012 hasta 2013.

## Biografía
Nació en la ciudad de La Paz el 3 de julio de 1965. Se graduó como sociólogo y tiempo después como economista de profesión. Se desempeña a la vez como analista agrario y fue investigador del Centro de Estudios Jurídicos e Investigación Social (CEJIS) de la Universidad Mayor de San Andrés (UMSA).

### Viceministro de Estado
El 23 de enero de 2006, el ministro de la presidencia Juan Ramón Quintana posesionó a Alfredo Rada en el cargo de viceministro de Coordinación con movimientos sociales.

### Ministro de Estado (2007-2010)
El 23 de enero de 2007, el Presidente de Bolivia Evo Morales Ayma posesionó en el cargo de Ministro de Gobierno al economista y sociólogo de 42 años de edad Alfredo Rada, en reemplazo de la arqueóloga Alicia Muñoz Alá.

### Viceministro de Estado (2012-2017)
Pero Rada volvería nuevamente al gobierno de Morales y esta vez sería posesionado por el canciller David Choquehuanca como el nuevo viceministro de gestión institucional y asuntos exteriores. Estuvo en el cargo hasta abril de 2013.
El 23 de abril de 2013, Alfredo Rada dejó el viceministerio de gestión institucional y pasó a ocupar nuevamente el cargo de viceministro de coordinación con movimientos sociales y sociedad civil, siendo posesionado por el ministro Juan Ramón Quintana.

### Ministro de Estado (2018-2019)
El 23 de enero de 2018, el presidente Evo Morales posesionó al político de 53 años Alfredo Rada como el nuevo ministro de la presidencia en reemplazo del abogado chuquisqueño René Martínez Callahuanca. Estuvo en el cargo un año cuando entregó el mando del ministerio al ex militar cochabambino Juan Ramón Quintana.

### Viceministro de Estado (2019)
El 26 de enero de 2019, el ministro de la presidencia Juan Ramón Quintana posesionó a Alfredo Rada como el nuevo viceministro de coordinación con movimientos sociales y sociedad. Rada asumiría por tercera vez el mismo cargo y estuvo al mando de dicho viceministerio hasta noviembre de 2019 con la renuncia del presidente Evo Morales.

## Obras

### Publicación de libro en México
El 4 de marzo de 2021, se presentó en la Facultad de Trabajo Social de la Universidad Autónoma de Coahuila, el libro "Construir poder transformador. Debate latinoamericano". 
La obra es una compilación de experiencias de luchadores sociales, dirigentes partidistas y funcionarios de gobierno que han tenido un papel relevante en la lucha por transformar las difíciles realidades de explotación, opresión, dominación e injusticia que se encuentran presentes en sus respectivos países. 
Los autores hablan de dos conceptos principales la concepción sobre el poder y la concepción de la acción transformadora y que tiene como uno de sus objetivos recuperar fuentes latinoamericanas del pensamiento, expresó el exministro Alfredo Rada. 
En este debate han participado como principales aportantes de la obra: Adolfo Orive, reconocido político e intelectual de México, Alfredo Rada y Estefanía Prado revolucionarios del Proceso de cambio en Bolivia, Ricardo Patiño gestor de la Revolución Ciudadana de Ecuador y Sigfrido Reyes excombatiente y dirigente político de El Salvador.
http://www.anuies.mx/noticias_ies/presentan-el-libro-aconstruir-poder-transformador-debate